# J. R. Towles
Pour les articles homonymes, voir Towles.
 (juillet 2015).
Justin Richard Towles (né le 11 février 1984 à Crosby, Texas, États-Unis) est un receveur des Ligues majeures de baseball qui joue pour les Astros de Houston de 2007 à 2011. En août 2014, Towles est sous contrat avec les Rangers du Texas.

## Carrière
J. R. Towles est drafté deux fois par la même équipe, les Athletics d'Oakland, d'abord au 32e tour de sélection en 2002 puis au 23e tour en 2003, mais chaque fois il ne signe pas avec la franchise. Il paraphe finalement un contrat avec les Astros de Houston, qui le repêchent en 20e ronde de la séance de juin 2004.
Towles fait ses débuts dans les majeures le 5 septembre 2007 avec les Astros. Il obtient son premier coup sûr au plus haut niveau le 15 septembre suivant, face au lanceur Matt Morris (en) des Pirates de Pittsburgh. Le 20 septembre, dans une écrasante victoire de 18-1 de Houston sur les Cardinals de Saint-Louis, J. R. Towles établit un record de franchise avec huit points produits dans un même match. Après avoir fait marquer deux points grâce à un double en deuxième manche, deux points avec un simple en quatrième, un point avec un autre double en sixième et même un point supplémentaire en soutirant un but-sur-balles alors que les buts sont remplis en huitième, Towles revient frapper en neuvième manche et claque son premier circuit en carrière, un coup de deux points qui porte son total de points produits à huit. Il marque aussi trois fois dans cette partie exceptionnelle. En quatorze parties en fin de saison 2007 avec les Astros, Towles maintient une moyenne au bâton de ,375 avec 15 coups sûrs et 12 points produits.
Réserviste au poste de receveur en 2008, il apparaît dans 54 matchs des Astros mais termine avec une moyenne au bâton d'à peine ,137.
Il passe la majorité des saisons 2009 et 2010 en ligues mineures et ne dispute qu'une poignée de matchs pour Houston. Joueur de l'Express de Round Rock, le club-école de classe Triple-A des Astros dans la Ligue de la côte du Pacifique, Towles est rétrogradé en 2010 dans le Double-A et joue pour Corpus Christi (en) de la Ligue du Texas afin de laisser jouer à Round Rock le joueur considéré comme le receveur d'avenir de la franchise, Jason Castro. En 2011, il seconde avec Carlos Corporan le receveur le plus utilisé des Astros, Humberto Quintero.
En décembre 2011, il est agent libre et se joint aux Twins du Minnesota, mais ne s'aligne en 2012 qu'avec leur club-école de Rochester, dans le AAA. En 2013, il alterne entre des clubs des ligues mineures associés aux Dodgers de Los Angeles et aux Cardinals de Saint-Louis. En 2014, Towles évolue dans le baseball indépendant pour les Bluefish de Bridgeport (en) dans l'Atlantic League avant d'être mis sous contrat le 25 août par les Rangers du Texas.